# Velká pardubická 2015
Velká pardubická 2015 byl 125. ročníkem tohoto závodu. Za největšího favorita považovali sázkové kanceláře Rabbit Wella, jehož sedlal Josef Váňa mladší. Startovní čísla jednotlivým koním nalosoval 2. října 2015 v pražském hotelu Paříž kajakář Josef Dostál. Vítězem se, po pozdější diskvalifikaci Nikase, stal kůň Ribelino.

## Startovní listina
Závodu se účastnili tito koně:
1. Rabbit Well – žokej Josef Váňa mladší
2. Ribelino – žokej Pavel Kašný
3. Sherardo – Lukáš Sloup
4. Nikas – žokej Marek Stromský
5. Universe of Gracie – žokej Jan Faltejsek
6. Modena – žokej Dušan Andrés
7. Templář – žokej Kevin Guignon
8. Pareto – Matej Rigo
9. Hipo Jape – Petr Tůma
10. Amaragon – Martin Liška
11. Al Jaz – žokej Josef Sovka
12. Klaus – žokej Raffaele Romano
13. Peintre Abstrait – žokej Tom Cannon
14. Orix – Vlastislav Korytář
15. Ter Mill – Ondřej Velek
16. Gauner Danon – Sertash Ferhanov
17. Kasim – žokej Marcel Novák
18. Sokol – Thomas Garner
19. Lorain – žokej Jaroslav Myška
20. Nebrius – Jakub Kocman
21. Zarif – žokej Josef Bartoš
22. Pasquini Rouge – žokej Jordan Duchene

## Závod
Závod byl podle programu odstartován 11. října 2015 v 16.40. Na prvním místě doběhl kůň Nikas vedený Markem Stromským, pro nějž to při jeho třinácté účasti v závodě znamenalo první výhru. Vítězný kůň závod proběhl za 8:55,29 minuty, čímž překonal dosavadní rekord ze závodu v roce 2008.

### Výsledky
Koně závod dokončili v tomto pořadí:
1. Nikas – žokej Marek Stromský, dne 28. ledna 2016 byl ovšem diskvalifikován kvůli přítomnosti zakázaných látek[5]
2. Ribelino – žokej Pavel Kašný
3. Zarif – žokej Josef Bartoš
4. Universe of Gracie – žokej Jan Faltejsek
5. Rabbit Well – žokej Josef Váňa
6. Kasim – žokej Marcel Novák
7. Lorain – žokej Jaroslav Myška
8. Modena – žokej Dušan Andrés
9. Templář – žokej Kevin Guignon
10. Pasquini Rouge – žokej Jordan Duchene
11. Klaus – žokej Raffaele Romano
12. Orix – Vlastislav Korytář

Závod postupně nedokončili:
- Nebrius – Jakub Kocman – spadl na Velkém Taxisově příkopu
- Pareto – Matej Rigo – spadl na Velkém Taxisově příkopu
- Al Jaz – žokej Josef Sovka – spadl na Popkovickém skoku
- Sherardo – Lukáš Sloup – spadl na Popkovickém skoku
- Sokol – Thomas Garner – spadl na Popkovickém skoku
- Ter Mill – Ondřej Velek – spadl na Popkovickém skoku
- Peintre Abstrait – žokej Tom Cannon – srážka s volně pobíhajícím koněm
- Amaragon – Martin Liška – spadl na Anglickém skoku
- Gauner Danon – Sertash Ferhanov – spadl na dropu